# Telegrafia
Telegrafia (gr. tḗle – daleko, gráphō – piszę) – dziedzina telekomunikacji zajmująca się przekazywaniem informacji w postaci znaków pisarskich przygotowanych do odbioru automatycznego albo bezpośrednio przez człowieka, za pomocą urządzenia zwanego telegrafem, zastąpionego następnie przez dalekopis.
W Polsce od 9 lutego 2007 r. usługi telegraficzne nie są już świadczone przez firmy telekomunikacyjne ze względu na erę internetową.